# Dino Fava Passaro
Dino Fava Passaro (ur. 16 marca 1977 w Formii) – włoski piłkarz, grający na pozycji napastnika.

## Kariera piłkarska
Wychowanek klubów Sessana, Scauri Minturno, Formia i Napoli. W 1994 roku rozpoczął karierę piłkarską w miejscowej drużynie Formia. W 1996 został zaproszony do Napoli, ale nie potrafił przebić się do podstawowego składu i został wypożyczony do Acireale. Od 1999 występował w klubach Pro Patria, Varese, Triestina, Udinese, Treviso, Bologna i Salernitana. Latem 2011 został piłkarzem Paganese. Następnie grał w zespołach Terracina, Sessana, Portici, Savoia i Giugliano. W lipcu 2019 podpisał kontrakt z Vis Afragolese.

## Sukcesy i odznaczenia

### Sukcesy klubowe
Napoli
- zdobywca Młodzieżowego Pucharu Włoch: 1996/97